# Microsorum varians
Microsorum varians là một loài thực vật có mạch trong họ Polypodiaceae. Loài này được (Mett.) Hennipman & Hett. miêu tả khoa học đầu tiên năm 1984.